# Противоположный пол (фильм)
«Противоположный пол» (англ. The Opposite Sex) — американский комедийный мюзикл, снятый в 1956 году режиссёром Дэвидом Миллером. Ремейк фильма «Женщины» 1939 года. В главных ролях — Джун Эллисон, Джоан Коллинз, Долорес Грей, Энн Шеридан.

## Сюжет
Кей Гиллард уже десять лет замужем за Стивом. У них растёт маленькая дочь. И Кей, занятая делами благотворительности, не подозревает, что Стив недвусмысленно флиртует с танцовщицей Кристал Аллен. Только случайно, посещая салон красоты, Кей узнает об этом. После громкой ссоры с мужем она подаёт на развод. Стив и Кристал женятся. Через некоторое время Кей узнает, что у Кристал роман с музыкантом Баком Уинстоном, а Стив просто устал от новой жены. Кей попытается вернуть бывшего мужа…

## В ролях
- Джун Эллисон — Кей Гиллард
- Джоан Коллинз — Кристал Аллен
- Долорес Грей — Сильвия Фоулер
- Энн Шеридан — Аманда Пенроуз
- Энн Миллер — Глория Делл
- Лесли Нильсен — Стив Гиллард
- Джефф Ричардс — Бак Уинстон
- Агнес Мурхед — графиня Де Брийон
- Шарлотт Гринвуд — Люси
- Джоан Блонделл — Эдит Поттер
- Сэм Ливин — Майк Перл
- Билл Гудвин — Говард Фоулер
- Элис Пирс — Ольга
- Барбара Джо Аллен — Долли Дегевен
- Алан Маршал — Тед
- Кэролин Джонс — Пэт
- Джим Бакус — психиатр
- Лесли Пэрриш — нежная модель